# Camacinia gigantea
Camacinia gigantea là loài chuồn chuồn trong họ Libellulidae. Loài này được Brauer mô tả khoa học đầu tiên năm 1867.

## Hình ảnh

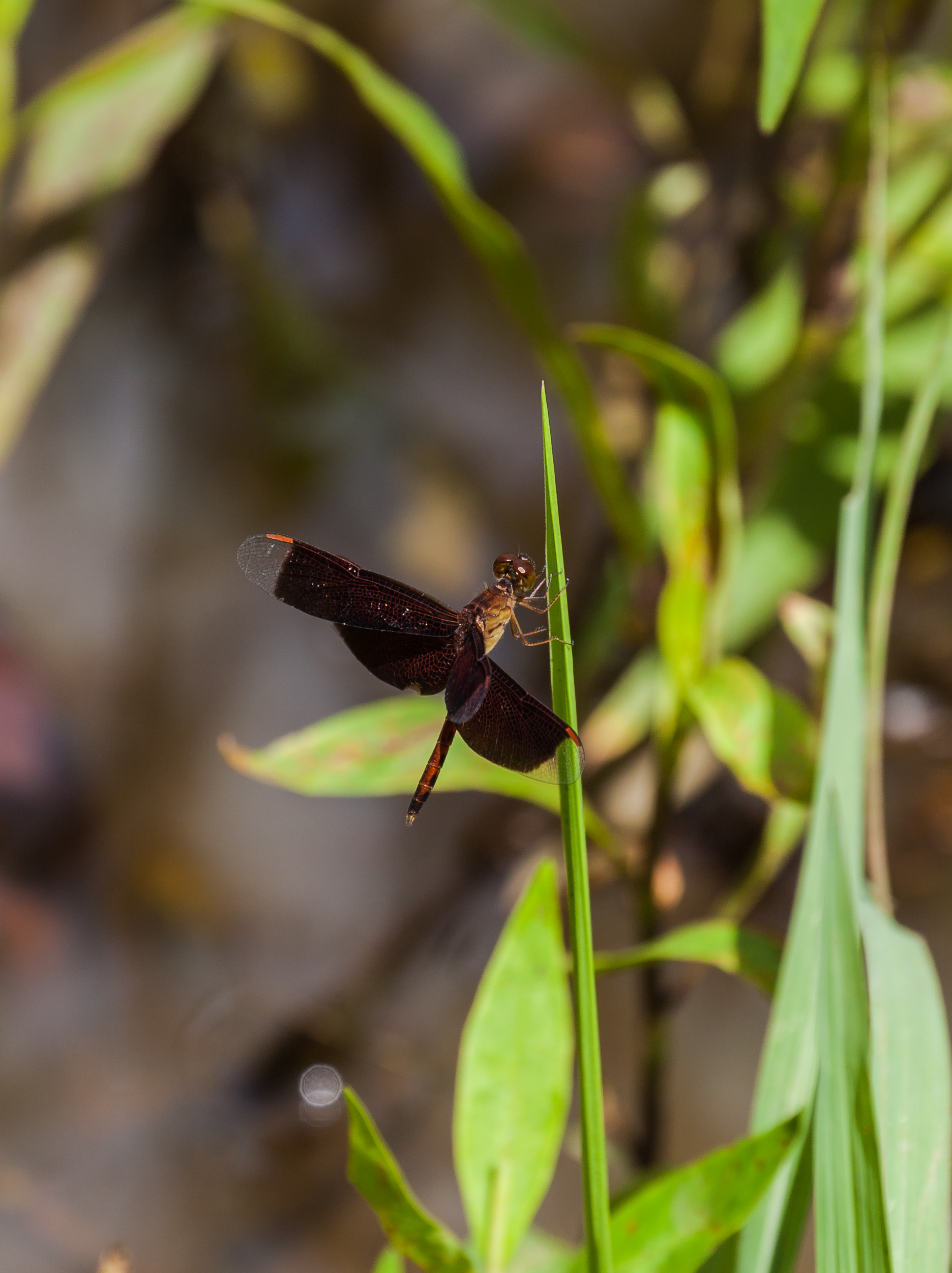
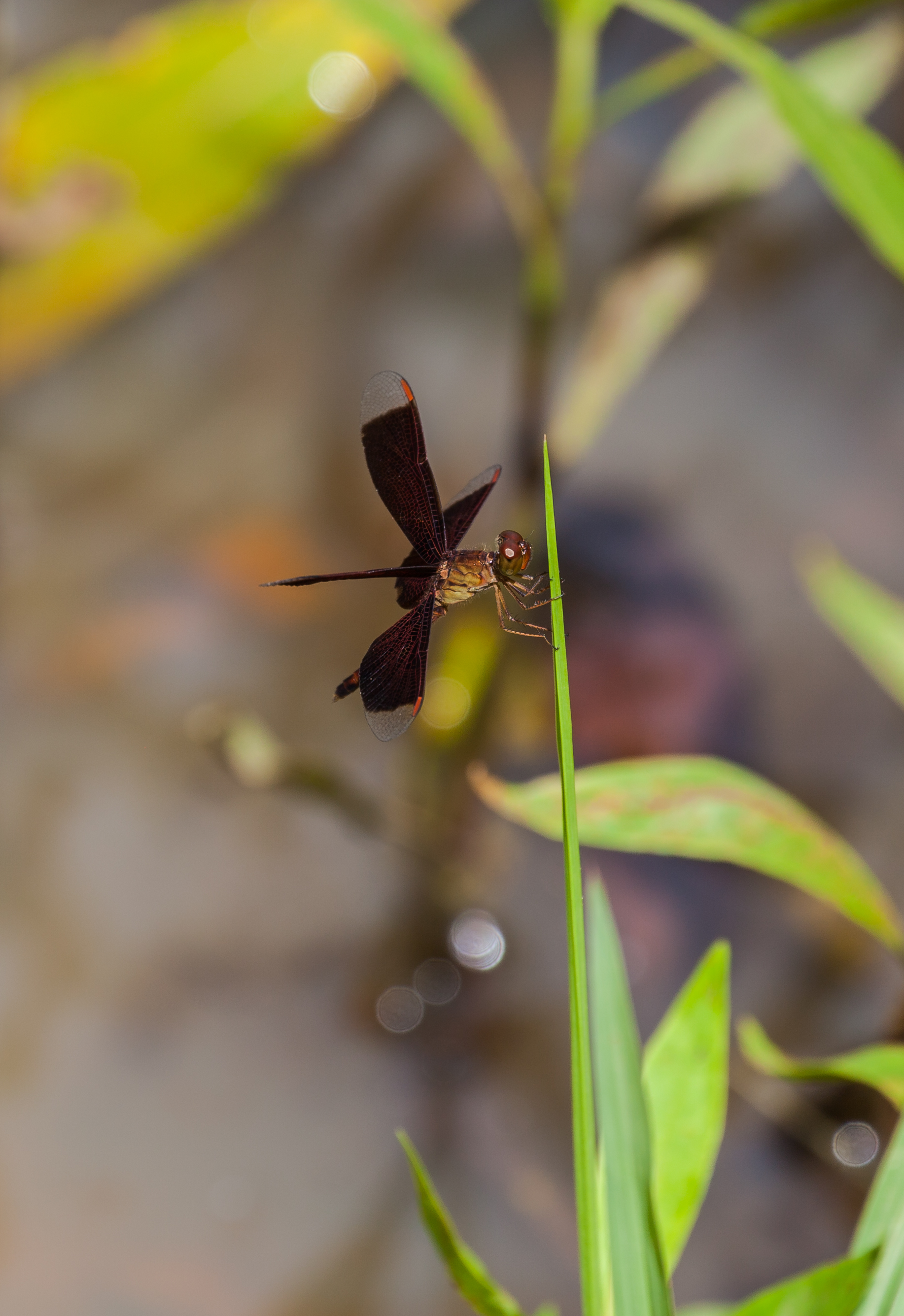
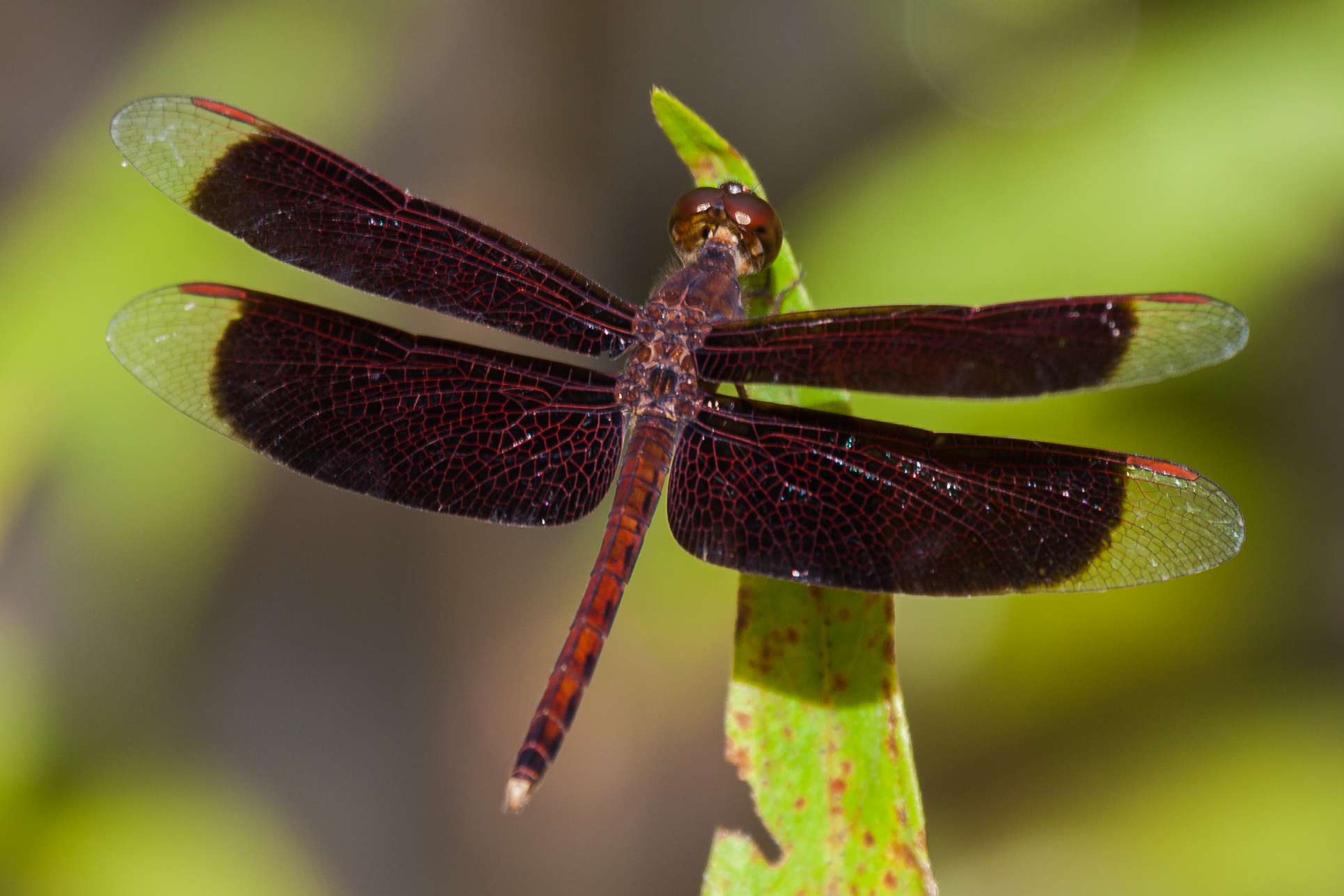